# Novostroika (Khabàrovsk)
|  | Per a altres significats, vegeu «Novostroika». |

Novostroika (en rus: Новостройка) és un poble (un possiólok) del krai de Khabàrovsk, a l'Extrem Orient de Rússia. El 2012 tenia 712 habitants. Pertany al districte rural de Lazó.